# Leiken
Het Leiken is een kanaal dat in 1457 gegraven is om scheepvaart mogelijk te maken naar de Belgische stad Eeklo (Oost-Vlaanderen).
Het Leiken verbond het centrum met het twee eeuwen eerder gegraven kanaal de Lieve (tussen Gent en de Noordzee). Later is de Lieve opgevolgd door het grotere Schipdonkkanaal dat hier, tot rond Damme, de loop van de Lieve volgde.
Ook voor het Leiken in 1457 gegraven werd was er waarschijnlijk al een verbinding met de Lieve.
Voordat het Kanaal van Eeklo gegraven werd, was dit dé waterweg van Eeklo. De stad Eeklo heeft in de loop van het bestaan van het Leiken veel moeten doen om het bevaarbaar te houden.
Nu rest er enkel nog een afwateringskanaal, dat dicht bij het centrum gedempt of overwelfd is, en via het Kanaal van Eeklo naar het Schipdonkkanaal stroomt.

## Referentie
1. ↑  Eeklo in beeld en schrift. Gearchiveerd op 4 juni 2012. Geraadpleegd op 21 januari 2012.